# غوستاف مادسن
غوستاف مادسن (بالدنماركية: Gustav Madsen)‏ هو لاعب كرة قدم دنماركي في مركز الدفاع، ولد في 23 يناير 2003. لعب مع آر بي لايبزيغ.